# Moderne21

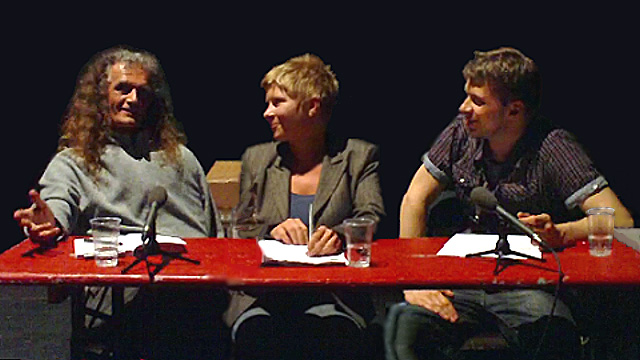
Diskutanten Martin Reiter (Tacheles e.V.), Nadia Panknin und Hartmut Lühr im Kunsthaus Tacheles, 2010

moderne21 ist eine Gruppe politischer Aktivisten, die 2007 aus einer Initiative des Berliner Kunsthauses Tacheles hervorging. Nach der Zwangsräumung des Kunsthauses im September 2012 besteht die Gruppe im Internet fort, wo sie gesellschaftliche Probleme, wie Vereinsamung und Politikverdrossenheit, satirisch aufgreift.

## Initiativen
Die satirisch geprägten Initiativen von moderne21 basieren jeweils auf Aktionsvideos mit Schauspielern und Aktivisten, die über Soziale Netzwerke verbreitet werden. Bis zur Räumung des Kunsthauses Tacheles fanden dort jeweils Podiumsdiskussionen zu den jeweiligen Initiativen statt.

### „Dudelstopp“

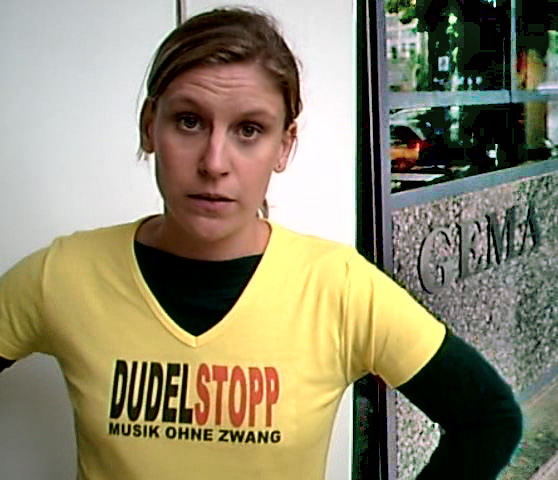
Katharina Gebhardt, Aktion vor der GEMA-Zentrale in Berlin-Schöneberg, 2007

2007 startete die Initiative „Dudelstopp – Musik ohne Zwang“, mit dem das Phänomen unfreiwilligen Musikkonsums im öffentlichen Raum verstärkt ins öffentliche Bewusstsein gerückt werden sollte. Die unter anderem auch von DJ Paul van Dyk und Bela B. unterstützten Aktivisten um Katharina Gebhardt kritisierten wegen der Monetarisierung des Musikwesens hierbei auch die GEMA scharf.

### „Gewalt geht immer“
Die Initiative „Gewalt geht immer - Violare humanum est“ folgte 2008 und hatte die vermeintlich bei Politik und Medien zu beobachtende Täter-Opfer-Umkehr, auch als „victim blaming“ bekannt, zum Gegenstand. An der eröffnenden Podiumsdiskussion in Berlin nahm Hans-Günter Mahr vom Weißen Ring teil, der die politische Instrumentalisierung der durch Massenmedien übersteigerten Angst vor Gewaltkriminalität kritisierte.

### „Wahlabsage“
Die 2008 gestartete satirisch geprägte Initiative „Wahlabsage - weniger Politik, mehr Demokratie“, die sich mit dem Nichtwähler-Phänomen beschäftigt, ließ die Aktivistin Malah Helman in einem Video polemisieren, dass eine neuzugründende „Partei gegen Arschlöcher“ von Mercedesfahrern und Kampfhundehaltern wohl nicht eine einzige Stimme bekäme. Daneben versuchte die Initiative jedoch auch konstruktive Beiträge zur Nichtwähler-Debatte beizusteuern, indem sie öffentlich mit dem Publizisten Florian Felix Weyh und dem Grünen-Politiker Stefan Gelbhaar über Möglichkeiten zur Modernisierung des Wahlrechts diskutierte.

### „Wir sind wichtig“
Die ebenfalls 2008 gestartete Initiative „Wir sind wichtig - der Wirtschaft zuliebe“ beschäftigte sich mit den Verlierern der Individualisierung und der Single-Gesellschaft, die wegen einer „Schweigespirale“ in den Massenmedien kaum Platz im öffentlichen Bewusstsein finden. Anlässlich des „Internationalen Tags des Glücks“ riet die Initiative im Jahr 2014, Einsamkeitsgefühle durch „erweiterte Konsumchancen“ zu kompensieren.

## Kontroverse mit demSpiegel
Anlässlich der Bundestagswahlen im September 2013 berichtete das Hamburger Nachrichtenmagazin Der Spiegel im Rahmen eines Titelthemas zum Nichtwähler-Phänomen kritisch über die Aktivitäten von moderne21 und „Wahlabsage“. Den Aktivisten um den Soziologen Hartmut Lühr wurde vorgehalten, arrogant ein Feindbild sogenannter „Gewohnheitswähler“ zu zeichnen.

Der Artikel erwähnte nicht, dass es sich bei der „Wahlabsage“-Initiative um eine deutlich gekennzeichnete Satire handelte, deren Unterstützer erklärtermaßen eine Modernisierung des Wahlrechts forcieren wollten. Der ausgebliebene Hinweis der Spiegel-Redakteure auf den Satire-Charakter der moderne21-Initiative führte darauf zu einer Diskussion im Internet über Sorgfalt und Intention der Berichterstattung. In der folgenden Spiegel-Ausgabe wurde eine Korrektur veröffentlicht, die der von der Schauspielerin Nadia Panknin verkörperten Figur einer „Wahlabsage“-Aktivistin satirischen Charakter attestierte.